# Banglades hívójelkörzetei
Banglades jelenleg (2024) nincs felosztva hívójelkörzetekre.
Banglades számára az ITU a S[2..3] hívójelprefixet határozta meg.
| Prefix  | Körzet | Hely/jelleg | ITU zóna | CQ zóna | 1 szintű QTH lokátor |
| ------- | ------ | ----------- | -------- | ------- | -------------------- |
| S[2..3] | [0..9] | Banglades   | 41       | 22      | NL                   |

## Lajstromjel
Vízi és légi járművek lajstromjelezéséhez az S2 prefixet használják.